# Akwa United
Akwa United FC este un club de fotbal din Nigeria, fondat în 1996, își are sediul în orașul Uyo. Echipa concurează în prima ligă, primul eșalon al fotbalului nigerian.